# 歩兵第307連隊
歩兵第307連隊（ほへいだい307れんたい、歩兵第三百七聯隊）は、大日本帝国陸軍の連隊の一つ。

## 沿革
太平洋戦争末期の1945年（昭和20年）7月30日、第三次兵備により本土決戦に備え新設された第222師団の歩兵連隊の一つとして弘前で編成された。兵力補充は弘前師管区の歩兵第1補充隊で担当した。岩手県和賀郡黒沢尻町（現北上市）付近にて防衛準備中に終戦を迎えた。

## 歴代連隊長
| 代 | 氏名     | 在任期間        | 出身校・期 | 備考 |
| -- | -------- | --------------- | ---------- | ---- |
| 1  | 宮沢重蔵 | 1945.7.1 - 終戦 | 陸士38期   | 中佐 |